# Ishmeet Singh
Ishmeet Singh (Punjabi: ਇਸ਼ਮੀਤ ਸਿੰਘ; 2 de septiembre de 1988, Ludhiana, Punjab-29 de julio del 2008, Maldivas) fue un cantante de playback y de música clásica indio, ganador del  STAR Plus, en el programa de espectáculos llamado "Amul STAR Voice of India". Anteriormente participó en otro reality show llamado "Jo Jeeta Wohi Superstar" en el 2007. Su primer álbum fue un disco con canciones religiosas gurbani titulado "Satgur Tumre Kaaj Savaare".
Falleció en un accidente, un ahogamiento en las Maldivas el 29 de julio de 2008, cuando era estudiante de segundo año del MNC College, en Bombay. 

## Biografía
Singh nació el 2 de septiembre de 1988 en Ludhiana, Punjab, en el seno de una familia sikh. Su padre se llamaba Gurpinder Singh y su madre, Amritpal Kaur. Asistió al "Guru Nanak", una Escuela Pública, en Sarabha Nagar, Ludhiana y era estudiante de segundo año en el "MNC College", en Bombay, se graduó con una licenciatura en comercio. Durante su segundo intento de ingresar a un reality show para competir, le había prometido a su madre que seguiría estudiando.
Ishmeet recibió formación de música kirtan con Sukhwant Singh, de la Gur Shabad Sangeet Academy, Jawaddi Taksaal, Ludhiana y de su tío el Dr. Kamal Charan Singh, profesor de veterinaria de la Universidad de Ludhiana, quien lo apoyó durante la competencia. Había aprendido a cantar, pero aun no estaba capacitado para cantar música clásica de la India. Esto fue evidente y criticado durante el concurso de Star Voice India.
En julio de 2008 Ishmeet visitó las Maldivas con otros dos concursantes de Star Voice India, Sumitra y Vyom para un concierto que iba a celebrarse el 1.º de agosto de 2008. Se ahogó el 29 de julio de 2008 en la piscina del hotel.

## En Star Voice of India
Durante su presentación en este reality show, interpretó las siguientes canciones el 24 de noviembre de 2004:

### Repertorio
- Mujhe Raat Din   audition stage
- Bheege Honth Tere   originally sung by Kunal Ganjawala
- Toone Mujhe Pehchaana Nahin   originally sung by Shaan
- Chal Pyaar Karegi   originally sung by Sonu Nigam
- Dard E Dil   originally sung by Mohammad Rafi
- Deewana   originally sung by Sonu Nigam
- Dil Keh Raha Hai   originally sung by Kunal Ganjawala
- Gustakh Dil   originally sung by Sonu Nigam
- Jab Koi Baat Bigad Jaae   originally sung by Kumar Sanu
- Jab Se Tere Naina   originally sung by Shaan
- Jab Se Tum Mile Ho   originally sung by Shaan
- Kal Ho Na Ho   originally sung by Sonu Nigam
- Kisna   originally sung by Sukhwinder Singh
- Koi Kahe Kehta Rahe   originally sung by Shankar Mahadevan, Shaan and KK
- Main Hoon Na   originally sung by Sonu Nigam
- Main Shayar To Nahin   originally sung by Shailendra Singh
- Masha Allah   originally sung by Kunal Ganjawala
- Mauja Hi Mauja   originally sung by Mika Singh
- Meri Duniya Hai Tujhmein Kahin   originally sung by Sonu Nigam
- Mere Maa De Hathan Diyan Pakiyan Rotiyan   originally sung by Malkit Singh
- Na Ja Kahin   originally sung by Mohammad Rafi
- Pehla Nasha   originally sung by Udit Narayan
- Rama Re   originally sung by Shaan
- Saawariya   originally sung by Shail Hada
- Sitaron Ki Mehfil   originally sung by Kumar Sanu
- Tumse Milke Dil   originally sung by Sonu Nigam
- Yeh Hawaaein   originally sung by Shaan

### Música Sikh
- Satguru Tumre Kaaj Savaare
- Mera Maat Pita
- Mitar Pyare Nu
- Ram Japo
- Naam Japat Dukh Jaae
- Ek Noor

### Pistas musicales
- Jashan-E-Bahaara   originally sung by Javed Ali in the film Jodha Akbar
- Bulla Ki Jaana   originally sung by Rabbi Shergill
- Gulabi Aankhen   originally sung by Mohammad Rafi
- Mera Dil   originally sung by Shaan in the film Salaam-E-Ishq
- Tumse Hi   originally sung by Mohit Chauhan in Jab We Met
- Tenu Leke   originally sung by Sonu Nigam in Salaam-E-Ishq
- Suno Na   originally sung by Shaan in Jhankaar Beats
- Soni De Nakhre   from the film Partner
- Un Ke Nashe Mein   originally sung by Sukhwinder Singh in the film Shootout at Lokhandwala
- Bheegi Bheegi   originally sung by Adnan Sami